# Puliciphora karensis
Puliciphora karensis är en tvåvingeart som beskrevs av Ronald Henry Lambert Disney 1998. Puliciphora karensis ingår i släktet Puliciphora och familjen puckelflugor. Inga underarter finns listade i Catalogue of Life.